# Templo Capitolino
El Templo Capitolino fue un templo ubicado en la antigua ciudad de Volubilis en la región de Fez-Mequinez, Marruecos. Data de época romana, cuando la ciudad pertenecía a la provincia romana de Mauritania Tingitana.
El edificio incorpora un pórtico y fue dedicado al emperador romano Macrino. El templo está dedicado a los dioses romanos Juno, Júpiter y Minerva.
Los romanos construyeron otros templos con el mismo nombre en la propia ciudad de Roma y en otros lugares dentro del Imperio.